# Okrug Abbeville, Južna Karolina
Abbeville, okrug u saveznoj američkoj držvi Južna Karolina osnovan 1785 godine. Površina mu je 511 četvornih milja (1.323 km²) i ima 25.417 stanovnika 2010.

## Povijest
Svoje ime i okrug i istoimeno okružno središte Abbeville nosi po francuskom gradu Abbevilleu u Pikardiji. Na njezino područje među prvim doseljenicima su sredinom 18. stoljeća francuski hugenoti koji se bave prvenstveno poljoprivredom, a već 1777. nakon ratova s Indijancima potpisan je povijesni sporazum u Dewitt's Corneru (današnji Due West) s Cherokee Indijancima.
Abbeille je i najveći grad okruga i okružno središte i rodno mjesto Johna C. Calhouna, koji je bio američki državnik i politički filozof, koji je sve do svoje smrti radio u saveznoj vladi i bio kongresmen, tajnik rata, potpredsjednik, senator, državni tajnik i opet kao senator. Za grad Abbeville se kaže da je bio "rodno mjesto i samrtna postelja konfderacije" ("Birthplace and Deathbed of the Confederacy.")

## Gradovi i naselja
- Abbeville
- Antreville
- Calhoun Falls
- Donalds
- Due West
- Honea Path (u okruzima Anderson i Abbeville)
- Lake Secession
- Lowndesville
- Ware Shoals (u okruzima Greenwood, Abbeville i Laurens)

## Vanjske poveznice
- Historic Abbeville County